# August Albert (Chemiker)
August Ferdinand Albert (* 11. November 1882 in Konstantinopel; † 4. September 1951 in München) war ein deutscher Chemiker und Hochschullehrer.

## Leben
Er war der Sohn des Bahndirektors W. Albert und der G. F. de Wolff. Nach dem Besuch der Gymnasien in Hadamar und in Frankfurt am Main studierte er an der Universität München. 1914 habilitierte er sich an der Technischen Hochschule in München. An der chemischen Abteilung war er als Privatdozent und außerordentlicher Professor für organisch-chemische Technologie tätig. Er spezialisierte sich auf Farbstoffchemie und Chemotherapie. 1937 wurde er aufgrund jüdischer Versippung aus dem Universitätsdienst entlassen.
Nach dem Zweiten Weltkrieg wurde er Direktor des Labors. 1946 erfolgte seine Ernennung zum ordentlichen Professor für angewandte Chemie und Prorektor der Universität München.
August Albert trat in die CSU ein und wurde 1946 stellvertretender Vorsitzender des Kulturpolitischen Ausschusses und Mitglied des Ausschusses für zwischenstaatliche Beziehungen.